# Hotchkiss-Grégoire
Hotchkiss-Grégoire – marka francuskich aut firmy Hotchkiss, które bazowały na modelu Grégoire R zaprojektowanego przez francuskiego konstruktora Jeana-Alberta Grégoire, gdy wytwarzał auta sygnowane swoim nazwiskiem: Grégoire.
Nazwą Hotchkiss-Grégoire oznaczono tylko jeden model koncernu Hotchkiss. Był to 4-drzwiowy sedan, z silnikiem o pojemności 2180 cm3. Ogółem zmontowano go w liczbie 247 egzemplarzy. W krótkiej serii wypuszczono także wersję kabrio.

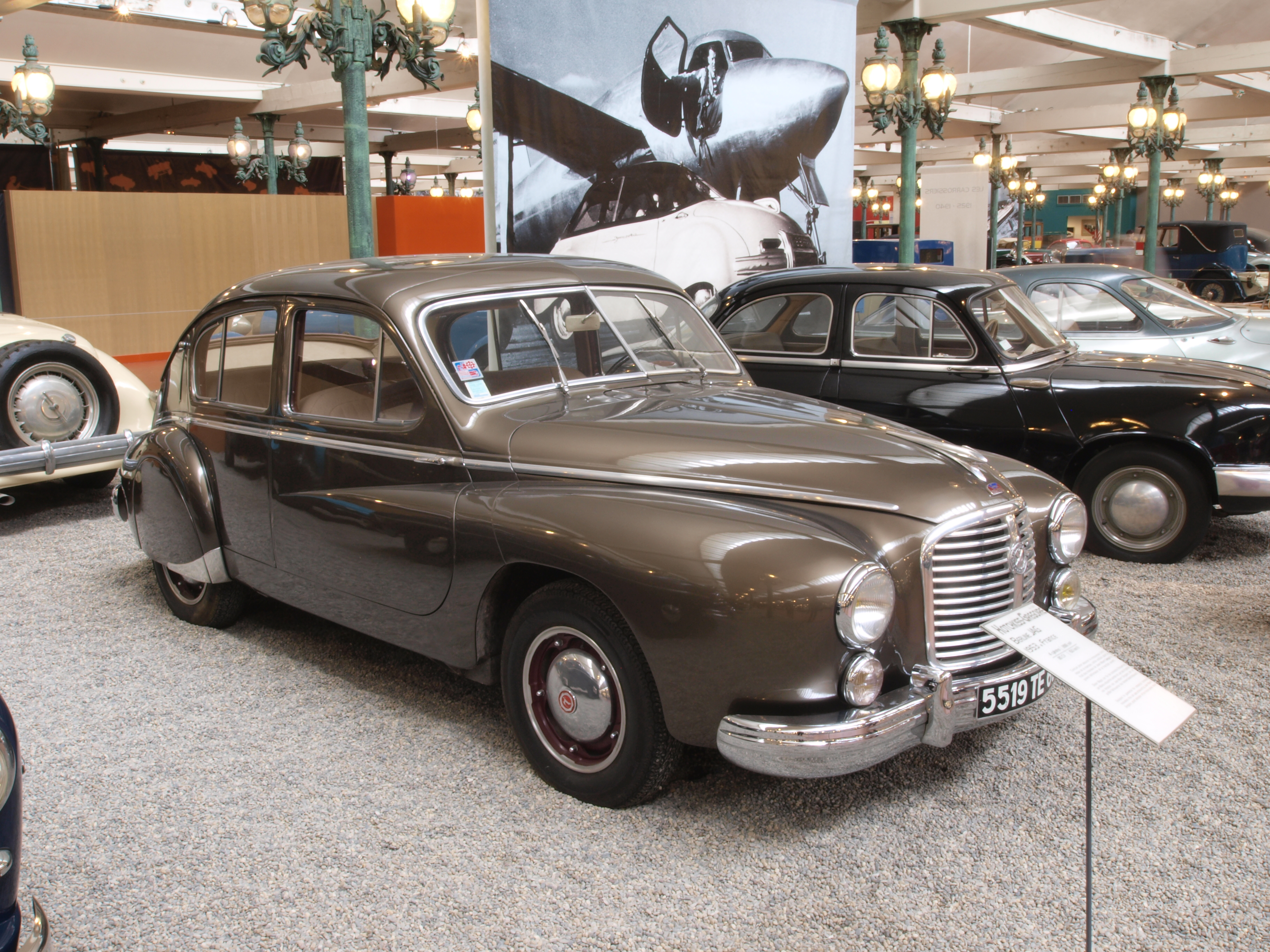
Hotchkiss-Grégoire
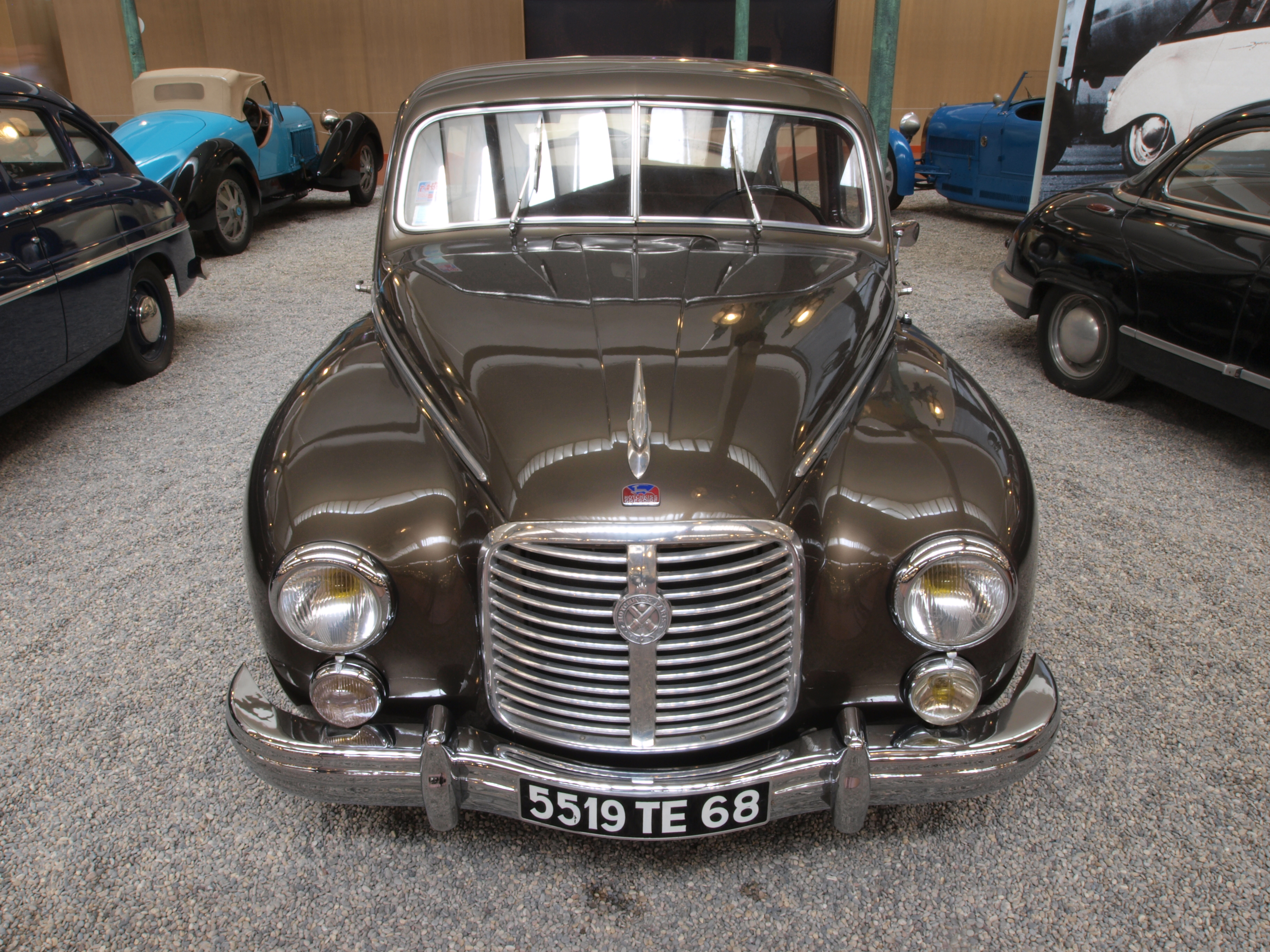
Hotchkiss-Grégoire
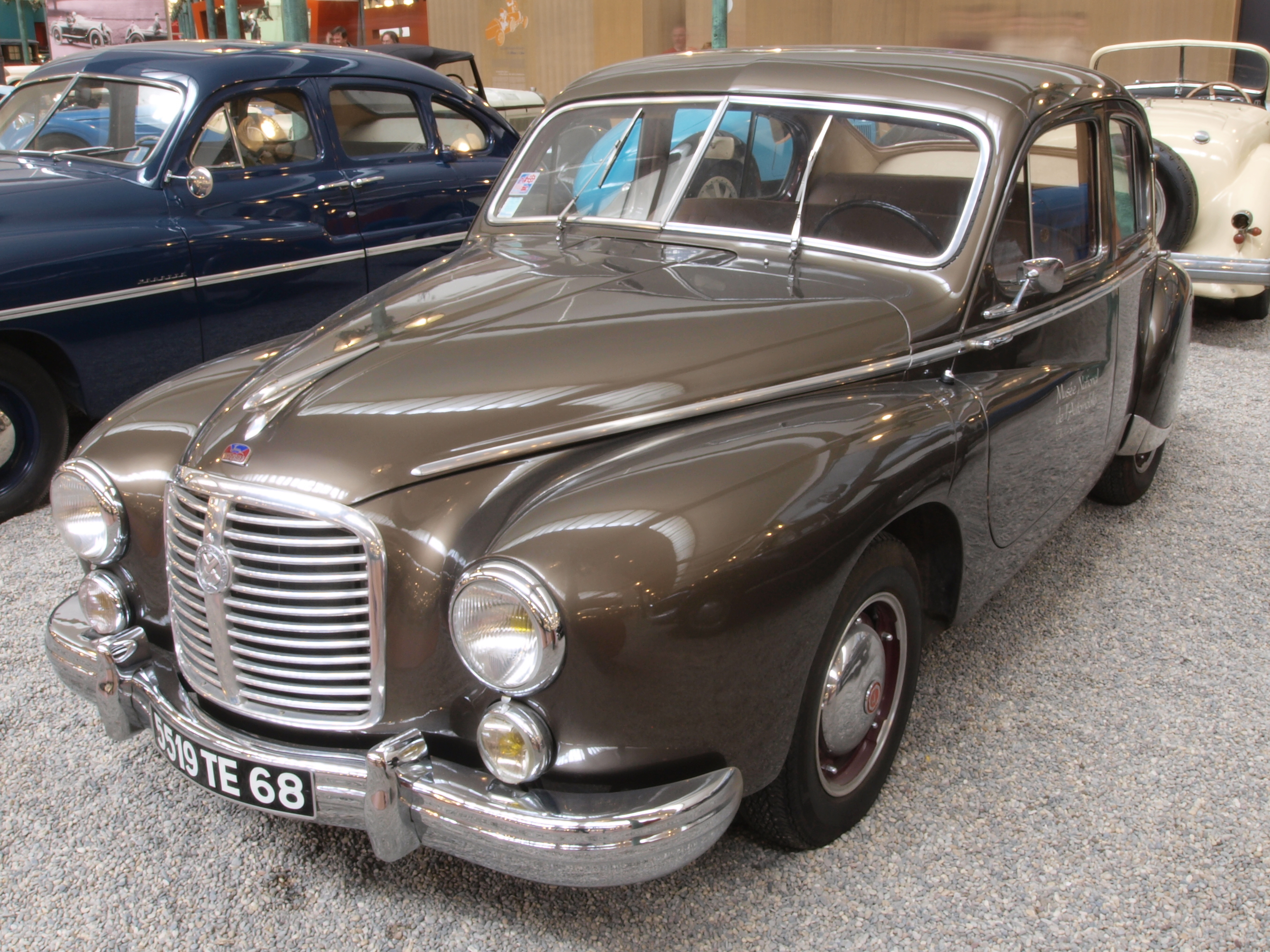
Hotchkiss-Grégoire